# Перепись населения Приднестровской Молдавской Республики (2004)
Этнический состав ПМР 2004г.
 молдаване (31,9 %) русские (30,4 %) украинцы (28,8 %) болгары (2,5 %) белорусы (0,7 %) гагаузы (0,7 %) немцы (0,4 %) евреи (0,2 %) прочие (0,5 %) не указано (3,9 %)
Перепись населения Приднестровской Молдавской Республики 2004 года — первая национальная перепись, проведённая властями непризнанной республики 11—18 ноября 2004 года согласно закону от 9 февраля 2004 года «О переписи населения в Приднестровской Молдавской Республике». В 2004 году свою первую перепись населения провела также республика Молдавия. По данным переписи в Приднестровской Молдавской Республике насчитывалось 555 347 жителя. Перепись также зафиксировало резкое сокращение численности населения Приднестровья (с 730 тыс. по всесоюзной переписи 1989 года до 555 347 человек в 2004 году или на 24 %).

## Урбанизация
ПМР относится к урбанизированным территориям Европы: доля горожан по переписи достигала 68,0 %. В сельской местности проживало 32,0 % населения республики.

## Национальный состав
Основная статья: Национальный состав Приднестровской Молдавской Республики
Сократилась абсолютная численность жителей всех национальностей, но наибольшим сокращение было среди евреев и молдаван, из-за чего доля русских и украинцев в населении республики увеличилась. Доля немолдавского населения поднялась с 61 % в 1989 до 68 % в 2004.

## Ссылка
- АНАЛИТИЧЕСКАЯ ЗАПИСКА «ОБ ИТОГАХ ПЕРЕПИСИ НАСЕЛЕНИЯ ПРИДНЕСТРОВСКОЙ МОЛДАВСКОЙ РЕСПУБЛИКИ 2004 ГОДА»